# Paul McGrath
Paul McGrath (Ealing, 4 de dezembro de 1959) é um ex-futebolista inglês que preferiu atuar pela Seleção da Irlanda.

## Carreira

### Inicio
Nascido em Ealing, pequena cidade localizada na região de Londres, McGrath passou por vários orfanatos de Dublin, uma vez que sua mãe temia uma desaprovação da família, uma vez que seu pai era um nigeriano.
Antes do futebol, trabalhou na indústria e como segurança particular. Paralelamente, jogava no Pearse Rovers e, posteriormente, no Dalkey United, onde chamou a atenção de Billy Behan, olheiro do Manchester United. Na Irlanda, atuou profissionalmente no St Patrick's entre 1981 e 1982, onde brilhou e foi premiado como jogador do ano.
Em 1982, foi para o United, onde atuou inicialmente como meio-campista, só depois sendo recuado para a defesa. Foi nesta posição que ele se encontrou, sendo vigoroso na marcação e inteligente no modo de antecipar a jogada dos atacantes. Entretanto, conquistou apenas um título pelo Manchester: a FA Cup de 1984.

### Novos ares e decadência
Durante os primeiros anos de Alex Ferguson no comando do United, McGrath penou com seguidas lesões no joelho, além de problemas com o alcoolismo, que passaram a ser uma constante na carreira do zagueiro, que não conseguiu se firmar na equipe. Deixou o United em 1989 para jogar no Aston Villa, que pagou 400 mil libras para contar com o jogador. Ele chegou a negociar com o Napoli, que não conseguiu contratá-lo.
Em sua temporada de estreia, quase foi campeão inglês com os Villains, e na segunda, depois de enfrentar a briga contra o rebaixamento, viu sua equipe ficar de novo com o vice-campeonato. Apelidado de God pelos torcedores do Aston Villa, McGrath, apesar dos problemas com lesões e o abuso de álcool, continuava em alto nível, realizando 252 jogos e marcando 9 gols até 1996, quando foi contratado pelo Derby County, jogando apenas uma temporada. 
Em 1997, foi emprestado ao Sheffield United, que o contratou em definitivo no mesmo ano. Seu último jogo foi contra o Ipswich Town, em novembro de 1997, aos 37 anos de idade. Desde então, amargou o banco de reservas e encerrou a carreira em 1998. Mergulhado no alcoolismo, lançou uma biografia ("Back from the Brink"), contando como superou o vício e os problemas físicos.
Voltou às manchetes em 2004, quando chegou a ser julgado sob a acusação de promover uma confusão. Em 2009, retomou as ligações com o futebol ao ser nomeado diretor de futebol do Waterford United.
Em 2013, McGrath foi preso por uma suposto desrespeito à ordem pública num hotel.

### Seleção Irlandesa
Pela Seleção da Irlanda, foi um dos astros da ascensão do país a partir da segunda metade dos anos 80. Estreou em 1985, contra a Itália, e durante o começo da era dourada vivida sob o comando de Jack Charlton, jogava como volante, devido à grande concorrência na defesa.
Em 1988, disputou a Eurocopa daquele ano, a primeira da história irlandesa, Porém, sua equipe ficou ainda na primeira fase. 
Dois anos depois, a Irlanda praticou um futebol excessivamente defensivo, com McGrath liderando a zaga. Apesar disso, a equipe classificou-se às quartas-de-final, com apenas 2 gols marcados e nenhuma vitória na fase de grupos, caindo apenas para a seleção anfitriã.
Na Copa de 1994, sediada pelos Estados Unidos, a Irlanda vingou-se da Itália com um gol de Ray Houghton e, para completar a façanha, McGrath, aos 34 anos e longe da condição física ideal, mostrou raça ao evitar um gol certo de Roberto Baggio. Desta vez, a sorte irlandesa pararia diante dos holandeses, nas oitavas-de-final, graças a gols de Dennis Bergkamp e Wim Jonk - este último, após uma falha incrível do goleiro Packie Bonner.
Permaneceu nas convocações da Irlanda até 1997, quando encerrou a carreira internacional como um dos símbolos da geração mais bem sucedida do futebol irlandês.